# Wuling Jiachen
Wuling Jiachen (кит. 五菱佳辰) — компактвэн, выпускающийся с 2022 года подразделением SAIC-GM-Wuling.

## Описание
Расположенный ниже среднеразмерного Victory, Jiachen был представлен в 2022 году на выставке Auto China. Продажи начались на китайском рынке.

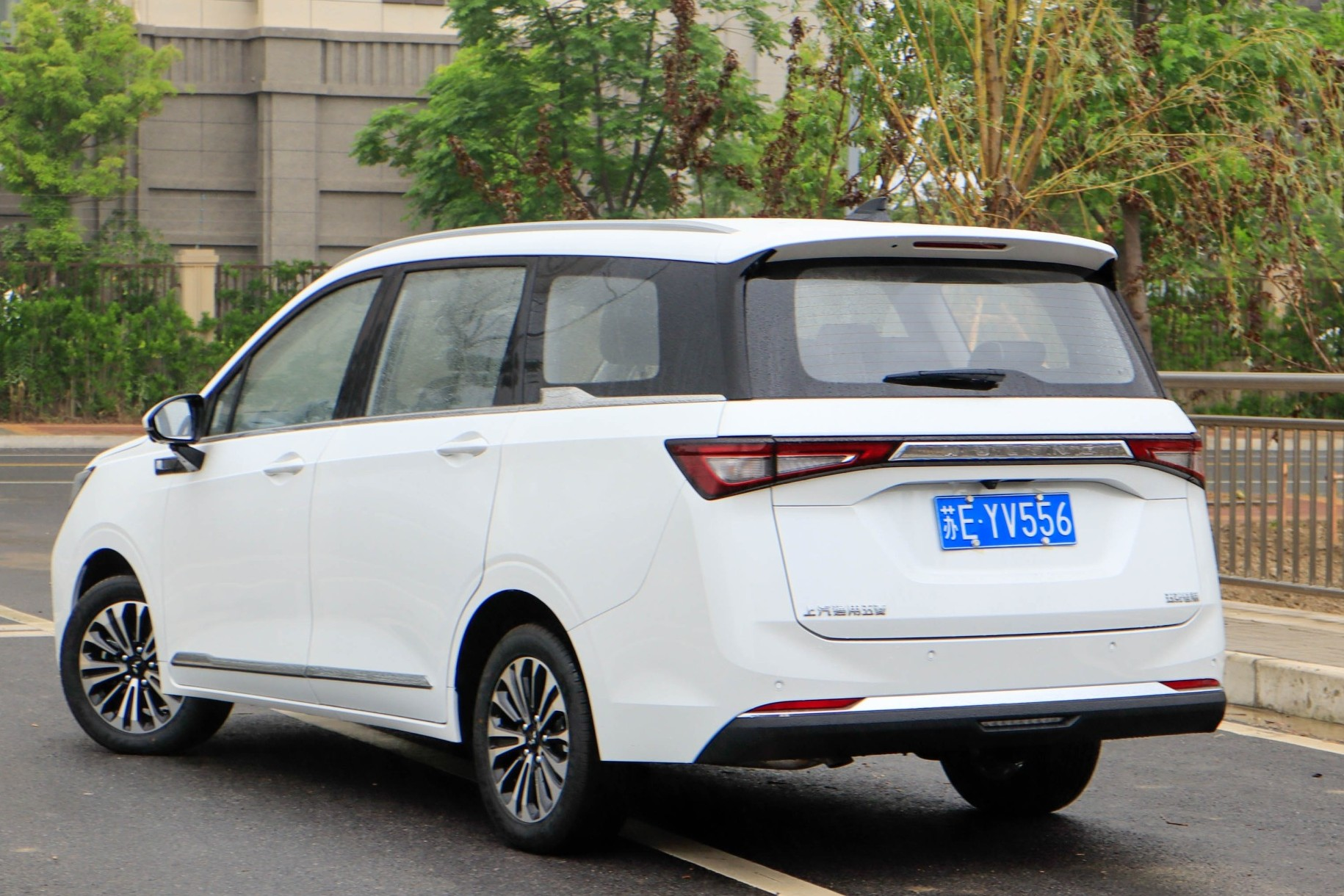
Вид сзади

### Технические характеристики
Wuling Jiachen оснащён 1,5-литровым турбодвигателем мощностью 147 л. с. и крутящим моментом 250 Н⋅м, который сочетается в паре с бесступенчатой трансмиссией. Двигатель произведён в Китае по лицензии General Motors. Расход топлива составляет 7,2 л/100 км.

### Интерьер
В салоне Wuling Jiachen три ряда сидений в компоновке 2+2+3. Расстояние между каждым рядом составляет 80 мм, а последние два ряда сидений имеют пространство для ног 800 мм. Высота заднего сиденья составляет 322 мм, продольное пространство над подушкой сиденья — 952 мм, а плечевое пространство — 1382 мм.